# Héctor Rondón Lovera
Héctor Rondón Lovera, né dans l'État d'Apure (Venezuela) le 25 novembre 1933, est un photographe vénézuélien .

## Biographie
Ancien plombier et ancien joueur de baseball, Héctor Rondón Lovera commence sa carrière de photojournaliste à l'âge de vingt et un ans. Il a travaillé pour différents journaux à travers le monde. Pour le compte du journal vénézuélien La Republica, il est en mission à Puerto Cabello pour couvrir la rébellion. Il y prend une photo qui lui permet d'être lauréat du prix World Press Photo of the Year en 1962 et du Prix Pulitzer en 1963.

### La photo primée
À Puerto Cabello, au Venezuela, Luis María Padilla, aumônier de la base navale de Puerto Cabello, donne les derniers sacrement à un soldat loyaliste mourant, blessé par un sniper au cours de El Porteñazo, la rébellion contre le président Rómulo Betancourt qui s'est déroulée du 2 au 6 juin 1962. Le patronyme de la victime demeure incertain, ce serait soit Luis Antonio Rivera Sanoja ou Andrés de Jésus Garcés.
La photo a été prise le 4 juin et a été intitulée « Aid From The Padre ».

## Récompenses et distinctions
- 1962 : World Press Photo of the Year[2]